# Mezinárodní právo soukromé
Mezinárodní právo soukromé je vnitrostátní právní odvětví, které upravuje soukromoprávní vztahy s mezinárodním prvkem. Je to soubor právních norem, které dopadají na vztahy občanského, obchodního, rodinného a pracovního práva s mezinárodním prvkem a které také upravují postup soudů, jiných orgánů, účastníků a dalších osob, jakož i vztahy mezi nimi v občanskoprávním řízení s mezinárodním prvkem.
Normy mezinárodního práva soukromého jsou obsaženy jak v právních normách vnitrostátního původu, tak i v mezinárodních smlouvách a aktech sekundárního práva ES. Každý stát má svou vlastní úpravu mezinárodního práva soukromého, které je součástí jeho právního řádu jako samostatné odvětví práva.
V České republice je mezinárodní právo soukromé od 1. ledna 2014 upraveno zákonem o mezinárodním právu soukromém (č. 91/2012 Sb.), který nahradil předchozí zákon o mezinárodním právu soukromém a procesním (č. 97/1963 Sb.) z roku 1963.

## Systém mezinárodního práva soukromého
Systém mezinárodního práva soukromého zahrnuje obecnou a zvláštní část a oblast mezinárodního práva procesního.

### Obecná část
Obecná část zahrnuje otázky, jako je
- vymezení vztahů s mezinárodním prvkem
- vymezení druhů norem mezinárodního práva soukromého a vztahů mezi nimi
- vymezení metod úpravy vztahů s mezinárodním prvkem
- řešení konkrétních problémů používání kolizní a přímé metody
- problematika uplatnění nutně použitelných (imperativních) norem států

### Zvláštní část
Zvláštní část upravuje konkrétní vztahy s mezinárodním prvkem, mezi něž patří např.
- subjektivita a svéprávnost
- věcná práva
- závazková práva
- průmyslová a autorská práva
- pracovní právo
- dědické právo
- rodinné právo

### Mezinárodní právo procesní
Mezinárodní právo procesní představuje souhrn norem, řešících civilní proces s mezinárodním prvkem, zejména
- pravomoc soudů v řízení s mezinárodním prvkem
- právní pomoc ve styku s cizinou
- uznání a výkon cizích rozhodnutí
- otázky rozhodčího řízení a uznání cizích rozhodčích nálezů

## Druhy norem mezinárodního práva soukromého

### Kolizní normy (kolizní metoda)
Kolizní normy neupravují práva a povinnosti účastníků, ale pomocí určitých kritérií určí, normami kterého státu se vztah řídí. Kolizní normy zachází s právními řády jako s rovnými. Vztah je věcně upravován nepřímo. Jsou typicky vnitrostátního původu, v EU dále např. v podobě nařízení.

### Přímé normy (přímá metoda)
Přímé normy bezprostředně stanoví práva a povinnosti subjektů a jsou rovněž bezprostředně aplikovatelné. Jsou obvykle mezinárodního původu (mezinárodní smlouvy), jejich vytvářením dochází k unifikaci práva.

### Věcné normy mezinárodního práva soukromého
Vnitrostátní předpisy pro úpravu soukromoprávních vztahů s přeshraničním prvkem.

### Normy mezinárodního práva procesního
Úprava postupu soudů a jiných orgánů a účastníků a vztahů mezi nimi v soukromoprávním řízení s mezinárodním prvkem.

## Prameny mezinárodního práva soukromého

### Vnitrostátní prameny
Mezi vnitrostátní prameny řadíme zákony. Použijí se v případě, že jinou úpravu téže věci nestanoví mezinárodní smlouva nebo právní akt EU.
- zákon o mezinárodním právu soukromém (č. 91/2012 Sb.)
- částečně rovněž
  - Zákon směnečný a šekový (č. 191/1950 Sb.)
  - Zákon o námořní plavbě (č. 61/2000 Sb.)
  - normy obchodního, pracovního, rodinného práva a práva duševního vlastnictví aj.

### Mezinárodní prameny
Mezi mezinárodní prameny z oblasti mezinárodního práva soukromého řadíme smlouvy, např.
- smlouvy o právní pomoci a výkonu soudních rozhodnutí
- smlouvy unifikující kolizní či přímé normy
- smlouvy v oblasti rozhodčího řízení
- smlouvy v oblasti mezinárodního obchodního styku aj.

### Evropské prameny
Evropské prameny mezinárodního práva soukromého představují směrnice a nařízení. Mezi nimi např.
- nařízení Řím I
- nařízení Řím II
- nařízení Brusel I bis
- nařízení Brusel II
- nařízení o evropském exekučním titulu pro nesporné nároky
- nařízení o evropském platebním rozkazu
- nařízení o evropském řízení o drobných nárocích aj.